# Robert van Gloucester (historicus)
Robert van Gloucester (fl 1250 – 1300) wordt gezien als de schrijver van een kroniek die bekendstaat onder de titel The Metrical Chronicle of Robert of Gloucester. Dit is een geschiedschrijving in verzen van de Engelse en Normandische geschiedenis, die traditioneel begint bij de val van Troje, zoals al eerder werd aangegeven in de Historia Regum Britanniae van Geoffrey van Monmouth.  Het was de Engelse historicus John Stow die 'Robertus Glocestrencis' identificeerde als de schrijver van de berijmde kroniek, die vrijwel zeker zou zijn geschreven in de abdij van Gloucester. 
Het werk is gebaseerd op het werk van Monmouth en andere historici als William of Malmsbury en Henry van Huntingdon, en Robert heeft hier zelf 3000  regels aan toegevoegd, waarmee de geschiedschrijving reikt tot de dood van Hendrik III in 1272. 

Het is met name het laatste deel dat van historisch belang is, omdat hierin een vrijwel eigentijdse geschiedenis beschreven wordt over de periode van Hendrik III en zijn strijd met opstandige baronnen.